# ガス状生物ギズモ
『ガス状生物ギズモ』（ガスじょうせいぶつギズモ　原題：War With The Gizmos）は、アメリカ合衆国のSF作家マレイ・ラインスターによるSF小説。なお1969年6月に、東京創元社から刊行された書籍では、著者は「マレー・ラインスター」とされている。

## あらすじ
アメリカのあちこちで野生動物の不審な死骸が見つかった。それらに外傷はなかったが、何かと格闘したような跡が周りの地面に残されていた。その原因を探るため、ディック・レーンは、山中で調査をしている生物学者のウォレン教授を訪問しようとしていた。歩いているうちに、顔にクモの糸がまとわりつくような感触があった。唸るような音もした。すると急に呼吸ができなくなった。息を吐くことはできるが、吸うことができない。落ち葉の上に倒れこんだレーンは、息ができることに気づいた。どうやら枯葉の腐臭が、呼吸を続けさせてくれるらしい。レーンは、これが動物の死因だと直感した。
ウォレン教授はトレーラーハウスで調査を行っていた。教授はレーンに、不思議な現象について話した。ウサギの死骸にハゲワシが近づかないこと、死んだ動物の腐臭がしないこと、近くに住む一家が、夜に息苦しくなって逃げだしたこと。教授の姪キャロルが、外に出していたカナリアが突然死んだ。唸るような音もする。レーンと教授そしてキャロルは、トレーラーの中に逃げ込んだが、呼吸を止めさせる何かは、隙間を通ってトレーラーに入ってきた。レーンが吸ったタバコの煙が、なにかに当たったようにくずれていく。広げたシーツを投げかけると、それを捕らえることができ、シーツを押しつぶすとそれは悪臭を残して死んだ。
それは「ギズモ」と名付けられ、いろいろなことがわかってきた。腐臭を食料にしていることや、集団で行動するだけの知性があること、火を近づけると燃えることなど。レーンがラジオをつけると、アメリカ各地のレーダー基地で異常な影が観測されたこと、森林から多数の動物が逃げ出してきたこと、航空機のレーダーが進路上に物体を捉えたが、肉眼ではなにも見えなかったことなどがニュースになっていた。レーンたちは、ガソリンを燃やす火皿を作り、その火を振り回しながらトレーラーを出て、山道を下った。何時間も歩いて平坦な場所に着いた。そこでは小鳥が鳴いていて、まだ安全な土地のようだった。
自動車が来たので止めてみると、バークと名乗る男が運転していた。彼も異常な現象から逃げようとしていた。３人はバークの車に便乗して逃げ出した。途中のガソリンスタンドで休んでいると、土ぼこりが近づいてくる。火に対抗する手段として、土砂を運ぶことをギズモたちが覚えたのだ。降り注ぐ土砂をかき分けて、一行はからくも脱出した。行く先々の町でも、原因不明で死んだ動物や人間のことで、人々はパニック状態になっていた。人々の目前で、街中を歩いているうちに、呼吸困難で死亡する者も続出した。伝染病が蔓延していると信じこんで、道路を封鎖し、よそ者を入れない町もあちこちにあった。数日のうちには、自動車を運転中の死亡事故が激増した。ある日には、ミシガン湖を渡ってきたレーダー画像が、シカゴ市の家畜収容所を襲い、多くの家畜と勤務していた人間を殺した事件では、動物たちの悲鳴が全市内に響きわたった。ギズモの生態を理解したウォレン教授は、１匹のギズモを捕らえて捕虜にした。
レーンの友人の製薬会社の研究所長が、ウォレン教授の知り合いであることもわかった。捕虜のギズモは、彼の研究所に届けられた。仲間を助けようとするギズモの習性を利用した、確実な罠が考案された。ギズモの悲鳴を録音したテープが作られ、あちらこちらでスピーカーから流されたのだ。仲間を助けようとして集まってきたギズモの群れに対して、火炎放射器の火があびせられた。飛行場にしかけられたスピーカーに集まったギズモの群れは、飛行機のプロペラで切り裂かれた。ヘリコプターが悲鳴を流しながら森林の上を飛行し、近づくギズモをずたずたにした。ギズモによる被害は激減した。３ケ月たったころ、孤立したギズモの一団が発見されて処理されたのが最後だった。人類はギズモとの戦いに勝利したのだ。

## 主な登場人物
- ディック・レーン - 本作の主人公。狩猟雑誌の記者。
- アン・ウォレン -大学の教授。女性生物学者。
- キャロル - ウォレン教授の姪。
- バーク - レーンたちと一緒に逃走を続けた男。

## 書誌情報
- 『ガス状生物ギズモ』　永井淳訳　創元SF文庫　1969年6月20日発行 ISBN 978-4488621025